# Antonia Bernath
Antonia Bernath, född 10 september 1985 i Westminster, London, är en brittisk skådespelare.
Bernath har bland annat medverkat i TV-serierna Trinity från 2009 och Nolly – en såpastjärnas fall från 2023. Hon har även medverkat i filmerna Powder Room från 2013.

## Filmografi (i urval)
- 2009: Trinity
- 2013: Powder Room
- 2023: Nolly – en såpastjärnas fall